# Tobias Welz
Tobias Welz (11 luglio 1977) è un arbitro di calcio tedesco.